# 蘭陽戲劇團
蘭陽戲劇團，隸屬宜蘭縣政府文化局，為宜蘭縣政府於1992年成立，是台灣全國第一個公立歌仔戲劇團，曾至美國、哥斯大黎加、新加坡、加拿大、日本等地演出。

## 組織成立
宜蘭縣有台灣歌仔戲的原鄉之稱，為了發揚台灣本土特色的傳統文化資產，1992年時任宜蘭縣長的游錫堃以文化立縣為施政方針，投注縣政府的力量創設蘭陽戲劇團，成為台灣第一個以演出本土戲曲為主的公立劇團:29。
蘭陽戲劇團成立的宗旨在於保存、傳承、創新、推廣傳統戲曲，以「培育歌仔戲演出人才、提升歌仔戲的表演水準」為目標，也兼含北管戲、四平戲、跳鍾馗等之維護及保存:29。1992年8月文化中心公開招考第一批實習團員，入選者年齡從16歲到30歲不等，女性居多，並聘請歌仔戲知名藝師擔任師資，包含傳統戲劇薪傳獎得主廖瓊枝、本地歌仔薪傳獎得主陳旺欉、漢陽北管劇團（漢陽歌劇團）創辦人莊進才、當時唯一以歌仔戲導演獲得薪傳獎的石文戶、林松輝等人:30。
實習團員的招生簡章上說明，甄試錄取者先成為蘭陽戲劇團的學員，經過三個月訓練、評鑑通過後，簽訂實習團員合約；再經過九個月的訓練、演出與通過第二次評鑑後，才簽訂正式團員合約:30。進行數個月的訓練後，1993年5月22日蘭陽戲劇團以落地掃型式於員山鄉結頭份社區的讚化宮，首度公開演出「本地歌仔」《山伯英臺》，成為蘭陽戲劇團創團首演之劇目:80。
成立後，蘭陽戲劇團團長由宜蘭縣文化局局長擔任，副團長由局長(團長)指派副局長或局長秘書擔任，並設有導演、行政、技術、梳妝、演員、樂師等編制:29。培養出多位歌仔戲演員與樂師，在戲曲界各展所長，例如傳藝金曲獎最佳演員獎得主張孟逸，便曾在蘭陽戲劇團工作過。

## 文化交流
蘭陽戲劇團曾數度代表台灣，將歌仔戲帶到國外進行文化交流，足跡曾遍及美國、哥斯大黎加、新加坡、加拿大、日本等地。1995年蘭陽戲劇團首次受邀海外演出，是受到新加坡國家藝術理事會邀請，至維多利亞劇場演出「錯配姻緣」，2場演出都爆滿、獲得新加坡民眾的歡迎:114，回國後受到當時總統李登輝的接見與勉勵。

## 外部連結
- 宜蘭縣政府文化局-蘭陽戲劇團 （页面存档备份，存于）